# Petter Hellstedt
Petter Hellstedt, död 1772 i Stockholm. Han var en instrumentmakare i Stockholm. 

## Biografi
Hellstedt påträffas i ett instrument första gången 1736 och 1738 i en tidningsannons. Han var troligtvis elev till instrumentmakaren Olof Arling, Stockholm. Vid Arlings död tar han över dennes verkstad. Han får avslag i en ansökan om privilegium 1739-1740. 1742 får privilegium i att tillverka, fioler, celli, viola da Gamber och lutor. Han verkstad var från starten till omkring 1760 den ledande i Stockholm, då Johan Öberg den äldres verkstad blev större. Från 1760 hjälpte sonen Petter Alexander till i verkstaden. Han avled 1772 och var då skuldsatt, men hans änka kom att ta över privilegiet och driva det tillsammans med sonen Petter Alexander Hellstedt.
Hellstedts son Petter Alexander Hellstedt den yngre, kom även han att bli instrumentmakare.
Hellstedt tillverkade även fiskeredskap, bland annat metetassar till krokar. 

## Medarbetare
- 1760-1772 - Petter Alexander Hellstedt
- 1762 - Friedrich Wred, gesäll.

## Instrument
Hellstedts tillverkning var av stor och ojämn kvalitet. Han kom att tillverka omkring 500 fioler och många andra instrument. Under de sista tio åren tillverkade han 241 fioler, 2 cello, 1 viola da Gamba och 2 cittror.
| År        | Instrument              | Värde (summa) |
| --------- | ----------------------- | ------------- |
| 1745–1746 | 7 fioler                | 154           |
| 1752      | Fioler                  | 146           |
| 1761      | Fioler och cello        | 876           |
| 1762      | Fioler och cello        | 1000          |
| 1763      | 80 fioler och 2 cello   | 1089          |
| 1767      | Instrument              | 366,22        |
| 1768      | 27 fioler och 1 cello   | 380           |
| 1769      | 21 fioler               | 320           |
| 1770      | 112 fioler              | 631           |
| 1771      | 104 fioler och 1 cittra | 605           |

### Bevarade instrument
Få instrument från Hellstedts produktion finns idag bevarade.
- Ombyggda gambor på Musikhistoriska museet, Stockholm.
- Ett instrument på Västergötlands museum, Skara.